# Olympische Sommerspiele 1896/Gerätturnen – Tauhangeln (Männer)
Das Tauhangeln war der letzte Turnwettkampf bei den Olympischen Spielen 1896 in Athen wurde am 10. April im Panathinaiko-Stadion ausgetragen.
Olympiasieger wurde der Grieche Nikolaos Andriakopoulos, vor seinem Landsmann Thomas Xenakis. Den dritten Rang belegte der Deutsche Fritz Hofmann. 

## Ergebnisse
| Rang | Athlet                  | Nation          | Höhe      |
| ---- | ----------------------- | --------------- | --------- |
| 1    | Nikolaos Andriakopoulos | Griechenland    | 14,0 m    |
| 2    | Thomas Xenakis          | Griechenland    | 14,0 m    |
| 3    | Fritz Hofmann           | Deutsches Reich | 12,5 m    |
| 4    | Viggo Jensen            | Dänemark        | unbekannt |
| 5    | Launceston Elliot       | Großbritannien  | unbekannt |